# Oreochromis lidole
Oreochromis lidole es una especie de peces de la familia Cichlidae en el orden de los Perciformes.

## Morfología
Los machos pueden llegar alcanzar los 38 cm de longitud total.

## Distribución geográfica
Se encuentran en África: lagos  Malawi, Kingiri y Chungruru.